# Physocephala nigrotestacea
Physocephala nigrotestacea är en tvåvingeart som först beskrevs av Macquart 1851.  Physocephala nigrotestacea ingår i släktet Physocephala och familjen stekelflugor. Inga underarter finns listade i Catalogue of Life.